# Jakub Socha
Jakub Socha (ur. 1983 w Stalowej Woli) – polski krytyk filmowy, pisarz, redaktor. 

## Życiorys
Absolwent Uniwersytetu Adama Mickiewicza w Poznaniu na kierunku filmoznawstwo. Redaktor działu filmowego magazynu Dwutygodnik wydawanego przez Filmotekę Narodową - Instytut Audiowizualny (2009-2018), a następnie, od 2019 roku, przez Dom Spotkań z Historią. Laureat konkursu im. Krzysztofa Mętraka (2007), dwukrotnie nominowany do nagrody Polskiego Instytutu Sztuki Filmowej w kategorii krytyka filmowa. Współautor książki Nie chcę spać sam. Kino Tsai Ming-Lianga i DOCąd. Rozmowy z polskimi dokumentalistami. W 2018 r. Wydawnictwo Czarne wydało jego książkę Żebrowski. Hipnotyzer. Publikował m.in. w „Kinie”, „Filmie” i „Gazecie Wyborczej”.